# Залижня
Зали́жня (до 1940 р. Ляшки) — село в Україні, у Шептицькому районі Львівської області. Населення становить 291 осіб. Орган місцевого самоврядування - Смиківська сільська рада.
Село завжди було частиною Волині, за часів Російської імперії це була Волинська губернія, за міжвоєнної Польщі — Волинське воєводство. 1940 р. було утворено Горохівський район Волинської області, село входило до його складу, на 1946 р. було центром сільської ради, до якої належали сусідні села Матів та Смиків.
Село Залижня 19 січня 1961 року зі складу Горохівського району Волинської області були передані до складу Сокальського району Львівської області.
У ніч з 15 на 16 травня 2011 р. у селі згоріла дерев'яна церква Святого Миколая XVIII ст. (1760 рік) — пам'ятка архітектури місцевого значення (реєстр. номер: 1480-М). За часів Російської імперії ця церква була приписною до Свято-Троїцького храму у Шпиколосах.